# Wojciech Bniński
Wojciech Bniński z Bnina herbu Łodzia (zm. 11 kwietnia 1755) – kasztelan kowalski w latach 1729–1755, starosta nakielski w latach 1733–1736.
Był członkiem konfederacji generalnej zawiązanej 27 kwietnia 1733 roku na sejmie konwokacyjnym. 10 lipca 1737 roku podpisał we Wschowie konkordat ze Stolicą Apostolską.